# NCD (taalkunde)
Een NCD (van het Engels: 'Non-convergent discourse', ook wel tweetalig gesprek of asymmetrisch gesprek) is een gesprek waarbij de gesprekspartners verschillende talen hanteren. NCD's zijn bijvoorbeeld gebruikelijk in Scandinavië, waar de verschillen tussen de Germaanse variëteiten klein genoeg zijn om de verstaanbaarheid niet in de weg te staan.
De term NCD is geïntroduceerd door de Nederlandse taalsocioloog Reitze Jonkman.